# 森之宮出入口
森之宮出入口（もりのみやでいりぐち）は、大阪府大阪市中央区にある、阪神高速道路13号東大阪線の出入口。東大阪JCT方面行きの入口と、東大阪JCT方面からの出口で構成されるハーフICである。

## 道路
- 阪神高速13号東大阪線

## 接続する道路
- 中央大通

## 周辺
- 大坂城
- NHK大阪放送局
  - NHK大阪ホール
- 大阪歴史博物館
- 国立病院機構大阪医療センター
- 難波宮跡
- 大阪府警本部
- 大阪府庁舎
- 大阪合同庁舎（一号館～四号館まである）
- 大阪管区気象台
- 大阪府監察医事務所
- JR西日本大阪環状線森ノ宮駅
- 地下鉄中央線森ノ宮駅
- 長堀鶴見緑地線森ノ宮駅

## 隣
阪神高速13号東大阪線
東船場JCT - (13-01)法円坂出入口 - (13-02)森之宮出入口 - (13-03)高井田出入口 - (13-04)長田出入口/TB（TBは西行のみ）